# Origin (альбом)
«Origin»  — перший повноформатний альбом гурту Evanescence 2000 року.

## Трек-ліст
| #   | Назва                               | Автор                          | Тривалість |
| --- | ----------------------------------- | ------------------------------ | ---------- |
| 1.  | «Origin» (інтро)                    | Емі Лі, Бен Муді               | 0:35       |
| 2.  | «Whisper» (версія Origin)           | Емі Лі, Бен Муді               | 3:56       |
| 3.  | «Imaginary» (версія Origin)         | Емі Лі, Бен Муді               | 3:31       |
| 4.  | «My Immortal» (версія Origin)       | Емі Лі, Бен Муді               | 4:26       |
| 5.  | «Where Will You Go» (версія Origin) | Емі Лі, Бен Муді               | 3:47       |
| 6.  | «Field of Innocence»                | Емі Лі, Бен Муді, Девід Ходжес | 5:13       |
| 7.  | «Even in Death»                     | Емі Лі, Бен Муді, Девід Ходжес | 4:09       |
| 8.  | «Anywhere»                          | Емі Лі, Бен Муді, Девід Ходжес | 6:03       |
| 9.  | «Lies»                              | Емі Лі, Бен Муді               | 3:49       |
| 10. | «Away from Me»                      | Емі Лі, Бен Муді, Девід Ходжес | 3:30       |
| 11. | «Eternal» (інструментальна версія)  | Бен Муді, Девід Ходжес         | 7:22       |